# Final Fantasy XIII-2
Final Fantasy XIII-2 är ett rollspel utvecklat av Square Enix med hjälp av tri-Ace för konsolerna Xbox 360 och Playstation 3. En Microsoft Windows-version planeras även att vara utgiven vid våren 2015.[uppföljning saknas]
Spelet släpptes 2011 i Japan och 2012 i Nordamerika och Europa. Det är en direkt fortsättning på Final Fantasy XIII och utspelar sig tre år efter det föregående spelet. En av figurerna från Final Fantasy XIII, Lightning, har försvunnit till en okänd värld. Hennes syster Serah Farron, som hade en mindre roll i det första spelet, och en ung man kallad Noel Kreiss försöker hitta henne.